# Mohe Tholi
I Mohe Tholi sono una formazione geologica della superficie di Marte.